# Xanthia nigricirris
Xanthia nigricirris är en fjärilsart som beskrevs av Bogaard 1964. Xanthia nigricirris ingår i släktet Xanthia och familjen nattflyn. Inga underarter finns listade i Catalogue of Life.